# Водный режим растений
Водный режим растений — совокупность процессов поглощения, усвоения и испарения (выделения) воды растениями.
По отношению к колебаниям водоснабжения и испарения среди растений выделяют две группы:
- Пойкилогидрические — растения, у которых количество воды в тканях непостоянно и зависит от условий влажности среды. (Например, многие мхи, водоросли, папоротники)
- Гомойогидрические — растения, которые способны поддерживать относительное постоянство воды в тканях и мало зависящие от влажности окружающей среды

В процессе эволюции растения приобрели различные адаптации, связанные с регуляцией водного режима в конкретных условиях их обитания. По этим признакам их относят к разным экологическим группам:
- ксерофиты
- суккуленты
- гигрофиты
- гидрофиты
- мезофиты